# Lispocephala eximia
Lispocephala eximia är en tvåvingeart som beskrevs av Hardy 1981. Lispocephala eximia ingår i släktet Lispocephala och familjen husflugor. Inga underarter finns listade i Catalogue of Life.